# Saint Catharines
Pour les articles homonymes, voir Sainte-Catherine.

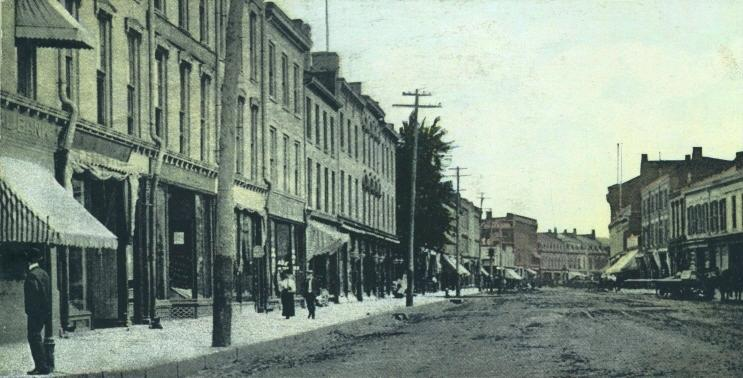
Rue Saint Paul, vers 1910

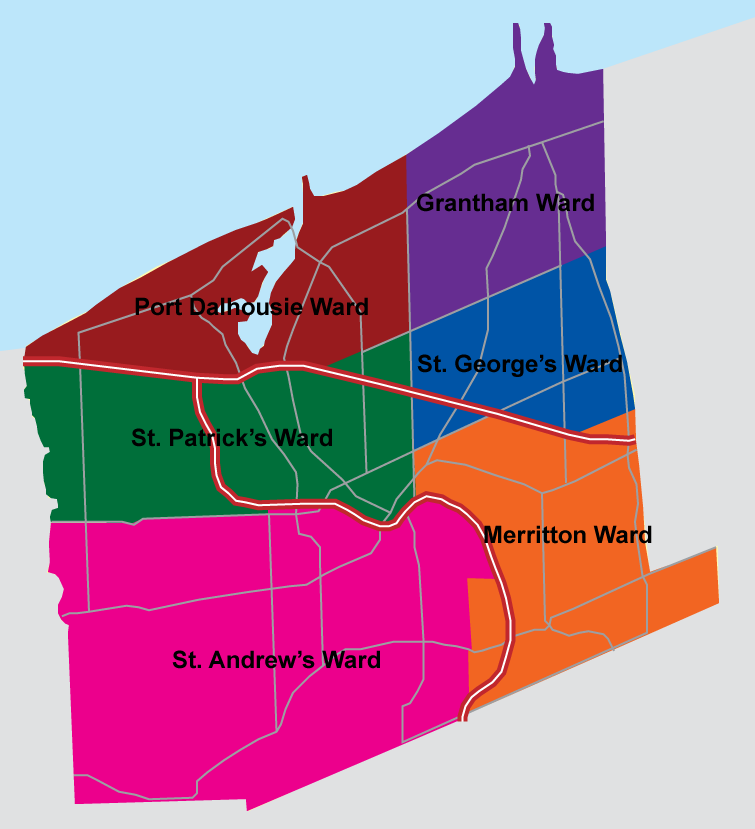
Arrondissements de St. Catharines

St. Catharines est une municipalité ontarienne (Canada).

## Situation
St. Catharines est la plus grande ville de la région de Niagara, dans le sud de la province, à l'entrée du Canal de Welland.

## Histoire
La ville fut d'abord fondée par les loyalistes dans les années 1780. Les premiers colons, le sergent Jacob Dittrick et le soldat John Hainer (membre du régiment des rangers de Butler), vinrent dans la région où Dick's Creek rencontre Twelve Mile Creek. Dick's Creek fut nommée après qu'un autre colon, Richard Pierpoint, un loyaliste noir né au Sénégal et qui avait fui l'esclavage à New York pour se battre pour la couronne britannique, que l'on surnommait Captain Dick. Cette partie de l'établissement devint le centre du village. Les routes des autochtones furent utilisées comme routes de voyage, avec pour résultat l'actuelle courbure du centre-ville.
Le premier commerce, un magasin général appartenant à Robert Hamilton, fut fondé vers 1783. Le premier moulin, Crown Mills, ouvrit en 1786. Les terres environnantes furent acquises et le village créé entre 1787 et 1789. On l'appelait alors The Twelve.
En 1797, la première auberge fut construite par Thomas Adams, située du côté est de la rue Ontario, après ce qui est aujourd'hui la rue Saint Paul. Elle devint un lieu de rencontre et un arrêt pour la diligence. 
En 1798, The Twelve devint Shipman's Corners, d'après le nom du nouveau propriétaire de l'auberge, Paul Shipman. D'après certaines sources, la rue Saint Paul, rue principale à l'époque, fut nommée en son honneur également.

## Toponyme
La ville fut nommée probablement en honneur de Catherine d'Alexandrie.
Elle est surnommée The Garden City (La Ville-Jardin) en raison de ses 4 kilomètres carrés de parcs, jardins et sentiers, qui sont méticuleusement entretenus.

## Administration
- Liste des maires de St. Catharines

## Économie
- Brock University

## Évêché
- Diocèse de St. Catharines
- Cathédrale Sainte-Catherine d'Alexandrie de St. Catharines

## Personnalités de la ville
- Edward Burtynsky, photographe, né à St. Catharines
- Linda Evangelista, mannequin
- Dallas Green, chanteur, guitariste de City and Colour et Alexisonfire
- Steve Bauer, cycliste, médaillé olympique y est né
- Neil Peart, batteur du groupe Rush
- James Hector MacDonald, prélat catholique, y est mort

Le groupe de musique post hardcore Alexisonfire.

## Sport
Au hockey junior, y évoluent les IceDogs de Niagara.
|  |  |

## Démographie
| 2001    | 2006    | 2011    | 2016    |
| ------- | ------- | ------- | ------- |
| 129 170 | 131 989 | 131 400 | 133 113 |